# 山村宏樹
山村 宏樹（やまむら ひろき、1976年5月2日 - ）は、山梨県甲斐市（旧・中巨摩郡敷島町）出身の元プロ野球選手（投手）、野球解説者、高校野球指導者。

## 経歴

### プロ入り前
甲府工業高校で、エース兼4番打者として活躍していた2年時（1993年）の夏に第75回全国高等学校野球選手権大会へ出場。修徳高校との2回戦で、高橋尚成と投げ合った末に敗れたが、「北別府二世」と呼ばれるほど制球力が高く評価されていた。
1994年のNPBドラフト会議で、阪神タイガースから1巡目で指名されたことを機に入団。球団関係者からの期待は高く、入団当初は背番号17を着用していた。

### 阪神時代
1995年は高卒1年目ながら、首脳陣から後半戦の一軍デビューを期待されていた。しかし、右肘を痛めたため、1996年までは二軍生活に終始。
1997年には、6月22日の対読売ジャイアンツ戦（東京ドーム）でのデビューを皮切りに、オール救援で一軍公式戦5試合に登板した。
1998年は一軍公式戦で先発・救援を5試合ずつ経験。9月17日の対広島東洋カープ戦（阪神甲子園球場）に先発で登板すると、一軍公式戦での初勝利を記録した。
1999年は背番号を21に変更。しかし、公式戦開幕前の二軍練習中に、先輩投手（当初、高校の先輩でもある中込伸であるとの噂が流布したが、球団側が「調査の結果」として発表したのは「ある選手」ということだけであり、同投手が関与したものではないことが、その後のメディアによって報道されている）に首筋を踏まれた。また、その後ほどなくして、目眩や吐き気に悩まされたため、精密検査を受けた結果、自律神経失調症と診断されたが、これについても球団側はアクシデントとの因果関係を否定している。一時は野球に臨めないほど精神状態が安定しなかったことから、シーズン中の6月には、球団の許可を受けて実家に帰省。結局、一軍公式戦への登板機会がないまま、10月初旬に球団から戦力外通告を受けた。
大阪近鉄バファローズの一軍監督に梨田昌孝が就任した2000年に、近鉄の春季キャンプへ参加。キャンプ中に入団テストを受けたところ、2月29日に合格が決まった。梨田は、前年までの二軍監督時代にウエスタン・リーグの阪神戦で山村が投げていたスライダーや、山村の潜在能力をかねてから高く評価。一軍監督への就任を機に、入団テストへの受験を山村に要請していた。背番号は65。

### 近鉄時代
2000年はチームの開幕9戦目であった4月9日の対千葉ロッテマリーンズ戦（大阪ドーム）に、先発投手としてパシフィック・リーグ（パ・リーグ）公式戦にデビュー。この試合で一軍公式戦における完封勝利を初めて記録すると、先発ローテーションに定着したほか、オールスターゲームに同リーグの監督推薦選手として現役生活唯一の出場を果たした。結局、阪神時代の通算勝利数を上回る6勝をこの年だけで挙げたほか、リーグの最終規定投球回に到達。防御率はリーグ10位となる5.01を記録。
2001年には前年を上回る7勝を挙げ、チームのリーグ優勝に貢献。ヤクルトスワローズとの日本シリーズでは、第2戦に中継ぎで登板すると、球団史上最後のポストシーズン勝利に貢献した。
2002年から背番号を12に変更したが、近鉄がオリックスブルーウェーブへの吸収合併によって消滅することが決まった2004年まで、一軍公式戦での登板機会に恵まれなかった。球団合併に伴う2004年の分配ドラフト会議で東北楽天ゴールデンイーグルスへ移籍。背番号も16に変更した。

### 楽天時代
2005年は一軍公式戦16試合に登板。一軍公式戦での2桁試合登板は近鉄時代の2001年以来4年振りであったが、2勝7敗、防御率5.64と振るわなかった。6月1日の対横浜ベイスターズ戦（横浜スタジアム）では先発を任されながら1回裏に4本の本塁打を浴びたため1死も取れずに降板した。同一投手による1イニング4被本塁打は、日本プロ野球の公式戦最多タイ記録である。
2006年は阪神を戦力外となった時の監督である野村克也が監督に就任。開幕から先発ローテーションに入った。5月30日の古巣・阪神戦では先発すると7回まで1失点の好投を見せる。8回裏に追加点を取られたことで敗戦投手となったが、かつて阪神時代の山村をウエスタン・リーグで指導していた対戦相手である阪神の岡田彰布監督は試合後のインタビューで「(山村は)素晴らしいピッチングだった」と称賛するコメントした。その後も先発として登板を重ねるが調子の波が激しく、8月24日の北海道日本ハムファイターズ戦に先発した際は6回で11失点を喫し、試合後に野村から「ただ淡々と投げてしまうのが山村の問題。リリーフ陣は毎日投げて疲れている。責任を取らせたかった」と大量失点した後も続投させた理由を語った。8月30日の日本ハム戦にも再び先発登板したが、またしても4回5失点と乱調でとりわけ左打者を克服できないことから中継ぎに降格となった。以降、シーズン終了まで中継ぎとして勝ち試合や一打同点などの重要な場面で登板した。シーズン全体では30試合に登板し、6年ぶりに規定投球回に到達し、リーグワーストの防御率5.35と投球自体は不安定だったがライアン・グリン、一場靖弘と並ぶチームトップタイの7勝を挙げた。山村にとっても自己最多タイの勝利数である。
2007年は開幕ローテーションには入らなかったものの中継ぎとして4月7日の千葉ロッテマリーンズ戦で初勝利、5月11日のオリックス・バファローズ戦を中継ぎで2勝目、5月17日の日本ハム戦では先発復帰を果たして3勝目、5月27日の横浜戦でも勝利と、無傷の4勝を挙げる。7月1日の西武ライオンズ戦のマウンドに上ったが無傷の5勝目とはいかなかった。9月1日の西武戦では小山伸一郎が9回2死から危険球退場となったために急遽マウンドへ上ったが危なげなく抑え、思わぬ形でプロ初セーブを挙げた。試合後、野村は「彼（山村）しかいないでしょ。（肩を）作るのも早いし器用だしね」とコメントした。後半戦は小山につなげるセットアッパー的存在として有銘兼久と共に積極的に起用され、後半戦だけで25試合に登板。最終的に34試合に登板し6勝を挙げプロ13年目で初の防御率3点台となる3.26と1軍成績では初めて1つ以上の貯金を作り、最も安定したシーズンとなった。
2008年は右肩関節唇痛で二軍スタート。5月にはブルペンで投球できるようになったが痛みが再発すると以後はリハビリに費やした。実戦登板は二軍で数試合投げただけで、一軍登板は9年ぶりに0に終わる。
2009年もほぼ治療に専念したが、実戦の試合勘テストとして9月2日に一試合のみ2年ぶりとなる一軍での登板を果たしたが、この年の一軍登板はこの1試合だけだった。オフの契約更改では球団史上最大率の55.6パーセント減額で契約した。この年のオフに野村が監督を辞任した。
2010年4月9日のオリックス戦にて一軍復帰。5月14日には自身2個目となるセーブを挙げ、シーズンを通して自己最多の36試合に登板し防御率3.53を記録。怪我からの復活を果たした。
2011年8月25日の日本ハム戦（札幌ドーム）にて史上32人目となる1球勝利を達成。この勝利は2007年9月9日のロッテ戦以来4年ぶりの勝利であった。この年は21試合に登板したが防御率4点台に終わった。
2012年4月に右手首を痛めた影響で一軍昇格の機会がないまま、10月7日に現役引退を発表、11月24日には、球団のファン感謝祭で引退セレモニーが催された。

### 現役引退後
2013年からは楽天の本拠地でもある仙台を拠点に、東北放送、ミヤギテレビ、東日本放送、J SPORTSの野球解説者として活動。同年1月から、河北新報の夕刊で連載コラムを執筆していた。この年には、楽天が田中将大のレギュラーシーズン無敗（日本プロ野球史上初のシーズン開幕24連勝）などで球団史上初のパ・リーグ優勝（後に日本シリーズ制覇）を成し遂げたことから、リーグ優勝決定後の10月11日には、初めての著書「楽天イーグルス 優勝への3251日 ――球団創設、震災、田中の大記録・・・苦難と栄光の日々」が角川マガジンズから発売された。
その一方で、学生野球資格回復制度を通じて、2014年3月4日付で日本学生野球協会から資格回復の適性を認定。同協会に加盟する高校・大学の野球部での指導が可能になったため、同年4月から、かつて在籍していた甲府工業高校硬式野球部の非常勤コーチに就任（2023年8月退任）した。
近鉄の投手時代に出生した長男が中学校へ入学した2015年からは、野球解説者としての活動を仙台で続けながら、山梨県内での生活を再開。現在は、「株式会社フォーカス」の営業職や「fose」「株式会社サンキョウテクノスタッフ」のアドバイザーも務めている。
2024年、ベースボール・チャレンジ・リーグ（ルートインBCリーグ）の準加盟球団山梨ファイアーウィンズ（すでに2025年からの本加盟が決定していた）の臨時コーチに就任した。その後、正式に発表はなかったものの、同年11月までの間に同球団で編成担当のゼネラルマネージャーに就任した。

## 選手としての特徴・人物
スリークォーターから繰り出す多彩な変化球でバットの芯を外しながら、打者を「打たせて取る」タイプの右投手。スライダーとシュートを多投することで打者を左右に揺さぶりながら、145km/h前後の速球、フォーク、チェンジアップ、カットボールなどを織り交ぜていた。先発時は甘く入った球や球威のない球を痛打されたりするパターンが目立ったが、楽天時代の2007年にセットアッパーで台頭してからは、力強い直球とコーナーをうまく揺さぶる左右の変化球で短いイニングへの適性の高さを示した。
阪神では入団当初から高い期待を寄せられていたが、本人は球団への愛着を徐々に失っていったという。1998年9月17日の対広島戦では、7回を江藤智のソロ本塁打による1失点に抑えた末に一軍公式戦初勝利を挙げながら、試合後のヒーローインタビューで「『勝った』という実感はあるが、『めちゃくちゃ嬉しい』というほどではない」とコメント。翌1999年には、「気が休まる時がなかった」「逃げ出したかった」と後に述懐するほど精神のバランスを崩していた。当時の報道によれば、「一部のチームメイトから後頭部を踏まれるなどの嫌がらせを受けていた」と語ったことをきっかけに、球団側から事実関係の調査を約束されていたという。球団側が関係者への事情聴取を進めたところ、嫌がらせは事実だったことが判明。しかし、その行為と自律神経失調症に因果関係があったことまでは認めず、シーズン終了後に山村との契約を更新しなかった。もっとも、本人は「球団が嫌がらせの事実を認めてくれたので納得した」とのことで、近鉄への移籍後に記録した初完封勝利を前述の初勝利より素直に喜べたという。
阪神に同期で入団した同い年の田中秀太（秀太）と大親友。過去の自身のサイトの日記において、「プロ野球界で一番仲がいいのは秀太」「子供が生まれたのを一番に秀太に電話で伝えた」などたびたび名前を挙げ、秀太の現役引退の際はブログでもねぎらった。宮本恒靖や平瀬智行とも、サッカーの現役選手時代から仲が良い。
阪神時代のチームメイトで4年後輩（1997年のNPBドラフト会議1位指名選手）の中谷仁捕手とは、当時からバッテリーを組んでいたほか、中谷が2006年に楽天へ移籍してから親交を深めた。中谷も山村と同じく、高校から直接入団した阪神時代に中込の振る舞いから選手生命の危機（当該項で詳述）に陥りながらも、（最後に所属した巨人を含めて）NPB3球団でのプレーを経て、母校（智辯学園和歌山高等学校）の硬式野球部でコーチを歴任。ただし、山村と違って常勤（職員扱い）で指導していたほか、2018年の秋に選手時代の恩師（高嶋仁）から監督職を引き継いでいる。
プロ野球選手時代からの恩人として、近鉄の一軍監督として現役続行への道を切り開いた梨田昌孝と、楽天時代の監督だった野村克也を挙げている。パ・リーグを代表する捕手だった2人の下で現役生活を送れたことは、引退後に野球解説者として活動することや、コーチとして母校（甲府工業高校）の硬式野球部を指導するうえで財産になっているという。「環境が変われば絶対に活躍できるよ」という言葉で近鉄への入団テスト受験を勧めた梨田への恩義はとりわけ強く、「（入団後に）思い切った投球ができた背景には梨田さんの存在も大きかった。（近鉄の監督時代には）練習から声を掛けて下さったほか、プレーのことでもいつも気にかけて下さった」とも述べている。
2017年から投手やコーチとして楽天に所属している久保裕也は、山村の妻の実姉と結婚している。このため、久保は義弟に当たる。
野球の他に、サッカーとゴルフは特に好きなスポーツ。
長男も野球選手（外野手）で、2018年に甲府工業高校へ入学すると、宏樹がコーチを務める硬式野球部でプレー。3年時の2020年には、副主将を務めながら「1番・中堅手」を任されている。日本球界において、プロ野球経験者が指導する高校の硬式野球部に、実の息子も選手として同時に所属することは異例である。もっとも、宏樹は長男の小学校3年時から、本人の自主性を尊重。長男が甲府工業高校への進学を決めたのも、「父（宏樹）と揃って甲子園（球場の全国大会）に行きたい」という本人の希望によるものだったが、入学後はその希望が叶わなかった。ちなみに、宏樹が楽天時代の2011年に国内FA権を取得しながら行使せずに残留を決めたのは、長男から「楽天でやっているパパが良い」と言われたことも一因とされている。

## 詳細情報

### 年度別投手成績
| 年 度      | 球 団      | 登 板 | 先 発 | 完 投 | 完 封 | 無 四 球 | 勝 利 | 敗 戦 | セ 丨 ブ | ホ 丨 ル ド | 勝 率 | 打 者 | 投 球 回 | 被 安 打 | 被 本 塁 打 | 与 四 球 | 敬 遠 | 与 死 球 | 奪 三 振 | 暴 投 | ボ 丨 ク | 失 点 | 自 責 点 | 防 御 率 | W H I P |
| ---------- | ---------- | ----- | ----- | ----- | ----- | -------- | ----- | ----- | -------- | ----------- | ----- | ----- | -------- | -------- | ----------- | -------- | ----- | -------- | -------- | ----- | -------- | ----- | -------- | -------- | ------- |
| 1997       | 阪神       | 5     | 0     | 0     | 0     | 0        | 0     | 0     | 0        | --          | ----  | 43    | 9.1      | 11       | 0           | 5        | 1     | 0        | 7        | 1     | 0        | 5     | 5        | 4.82     | 1.71    |
| 1998       | 阪神       | 10    | 5     | 0     | 0     | 0        | 1     | 3     | 0        | --          | .250  | 146   | 33.0     | 39       | 1           | 12       | 0     | 2        | 18       | 0     | 0        | 15    | 15       | 4.09     | 1.55    |
| 2000       | 近鉄       | 27    | 24    | 3     | 1     | 0        | 6     | 9     | 0        | --          | .400  | 598   | 138.1    | 146      | 17          | 48       | 0     | 7        | 71       | 1     | 1        | 86    | 77       | 5.01     | 1.40    |
| 2001       | 近鉄       | 23    | 16    | 2     | 0     | 0        | 7     | 6     | 0        | --          | .538  | 420   | 92.2     | 99       | 18          | 47       | 2     | 4        | 42       | 4     | 0        | 63    | 60       | 5.83     | 1.58    |
| 2002       | 近鉄       | 3     | 0     | 0     | 0     | 0        | 0     | 0     | 0        | --          | ----  | 24    | 4.2      | 7        | 2           | 1        | 0     | 1        | 0        | 0     | 0        | 4     | 4        | 7.71     | 1.71    |
| 2003       | 近鉄       | 7     | 5     | 0     | 0     | 0        | 1     | 3     | 0        | --          | .250  | 163   | 36.2     | 43       | 6           | 14       | 0     | 2        | 18       | 0     | 0        | 22    | 21       | 5.15     | 1.55    |
| 2004       | 近鉄       | 12    | 2     | 0     | 0     | 0        | 0     | 1     | 0        | --          | .000  | 129   | 27.0     | 39       | 7           | 13       | 1     | 1        | 12       | 1     | 0        | 21    | 21       | 7.00     | 1.93    |
| 2005       | 楽天       | 16    | 11    | 1     | 0     | 0        | 2     | 7     | 0        | 0           | .222  | 277   | 60.2     | 77       | 11          | 20       | 1     | 3        | 26       | 1     | 0        | 40    | 38       | 5.64     | 1.60    |
| 2006       | 楽天       | 30    | 22    | 0     | 0     | 0        | 7     | 10    | 0        | 1           | .412  | 607   | 136.1    | 157      | 19          | 46       | 0     | 7        | 57       | 4     | 0        | 86    | 81       | 5.35     | 1.49    |
| 2007       | 楽天       | 34    | 5     | 0     | 0     | 0        | 6     | 2     | 1        | 10          | .750  | 269   | 66.1     | 62       | 4           | 18       | 0     | 4        | 42       | 1     | 0        | 26    | 24       | 3.26     | 1.21    |
| 2009       | 楽天       | 1     | 0     | 0     | 0     | 0        | 0     | 0     | 0        | 0           | ----  | 4     | 1.0      | 1        | 0           | 0        | 0     | 1        | 0        | 0     | 0        | 0     | 0        | 0.00     | 1.00    |
| 2010       | 楽天       | 36    | 0     | 0     | 0     | 0        | 0     | 2     | 1        | 4           | .000  | 183   | 43.1     | 49       | 5           | 11       | 1     | 3        | 22       | 0     | 0        | 21    | 17       | 3.53     | 1.39    |
| 2011       | 楽天       | 21    | 0     | 0     | 0     | 0        | 1     | 1     | 0        | 5           | .500  | 92    | 22.0     | 20       | 1           | 7        | 0     | 2        | 15       | 0     | 0        | 11    | 11       | 4.50     | 1.23    |
| 通算：13年 | 通算：13年 | 225   | 90    | 6     | 1     | 0        | 31    | 44    | 2        | 20          | .413  | 2955  | 671.1    | 750      | 91          | 242      | 6     | 37       | 330      | 13    | 1        | 400   | 374      | 5.01     | 1.48    |

### 記録
- 初登板：1997年6月22日、対読売ジャイアンツ13回戦（東京ドーム）、7回裏に5番手として救援登板、1回無失点
- 初奪三振：同上、7回裏に河原純一から
- 初先発：1998年5月7日、対中日ドラゴンズ6回戦（阪神甲子園球場）、1/3回3失点で敗戦投手
- 初勝利・初先発勝利：1998年9月17日、対広島東洋カープ25回戦（阪神甲子園球場）、7回1失点
- 初完投勝利・初完封勝利：2000年4月9日、対千葉ロッテマリーンズ3回戦（大阪ドーム）
- 初ホールド：2006年9月11日、対千葉ロッテマリーンズ17回戦（千葉マリンスタジアム）、7回裏2死に3番手で救援登板・完了、1/3回無失点
- 初セーブ：2007年9月1日、対西武ライオンズ18回戦（フルキャストスタジアム宮城）、9回表2死に4番手で救援登板・完了、1/3回無失点
- 1球勝利投手：2011年8月25日、対北海道日本ハムファイターズ17回戦（札幌ドーム）、7回裏2死に中田翔を左飛 ※史上32人目
- オールスターゲーム出場：1回 （2000年）

### 背番号
- 17 （1995年 - 1998年）
- 21 （1999年）
- 65 （2000年 - 2001年）
- 12 （2002年 - 2004年）
- 16 （2005年 - 2012年）

## 著書
- 「楽天イーグルス 優勝への3251日 ――球団創設、震災、田中の大記録・・・苦難と栄光の日々」（角川マガジンズ「角川SSC新書」、2013年10月11日初版刊行、ISBN 978-4047316232）